# Llista de monuments de Tremp
Llista de monuments de Tremp inclosos en l'Inventari del Patrimoni Arquitectònic Català per al municipi de Tremp (Pallars Jussà). Inclou els inscrits en el Registre de Béns Culturals d'Interès Nacional (BCIN) amb la classificació de monuments històrics, els Béns Culturals d'Interès Local (BCIL) de caràcter immoble i la resta de béns arquitectònics integrants del patrimoni cultural català.
| Monument                                                                   | Protecció    | Estil/època                      | Localització                                                                    | Coordenades                                            | Codi?         | Imatge |
| -------------------------------------------------------------------------- | ------------ | -------------------------------- | ------------------------------------------------------------------------------- | ------------------------------------------------------ | ------------- | --- |
| Muralles de Tremp                                                          | BCIN 409-MH  | XIV                              | Tremp                                                                           | 42° 09′ 57″ N, 0° 53′ 42″ E / 42.165912°N,0.894918°E   | RI-51-0006523 | Muralles de Tremp · Vegeu més fotos d'aquest monument · Carregueu una nova foto d'aquest monument                                               |
| Església parroquial de Santa Maria de Valldeflors                          | BCIN 412-MH  | Gòtic tardà, barroc XVII         | Tremp Plaça de l'Església                                                       | 42° 10′ 02″ N, 0° 53′ 44″ E / 42.16736°N,0.895427°E    | RI-51-0011606 | Església parroquial de Santa Maria de Valldeflors (Tremp) · Vegeu més fotos d'aquest monument · Carregueu una nova foto d'aquest monument       |
| Castell de Montllobar                                                      | BCIN 1691-MH | Medieval                         | Tremp Serra de Montllobar, Puigverd                                             | 42° 09′ 01″ N, 0° 48′ 06″ E / 42.150411°N,0.801567°E   | RI-51-0006524 | Castell de Montllobar (Tremp) · Vegeu més fotos d'aquest monument · Carregueu una nova foto d'aquest monument                                   |
| Castell de Santa Engràcia                                                  | BCIN 1693-MH | Obra popular XI                  | Tremp Santa Engràcia                                                            | 42° 13′ 19″ N, 0° 52′ 28″ E / 42.222035°N,0.874365°E   | RI-51-0006525 | Castell de Santa Engràcia (Tremp) · Vegeu més fotos d'aquest monument · Carregueu una nova foto d'aquest monument                               |
| Torre de Puigcercós                                                        | BCIN 1694-MH | Medieval                         | Tremp Puigcercós                                                                | 42° 07′ 49″ N, 0° 53′ 01″ E / 42.13031°N,0.883479°E    | RI-51-0006526 | Torre de Puigcercós (Tremp) · Vegeu més fotos d'aquest monument · Carregueu una nova foto d'aquest monument                                     |
| Castell d'Orrit                                                            | BCIN 1695-MH | Obra popular XI                  | Tremp Orrit                                                                     | 42° 15′ 25″ N, 0° 44′ 34″ E / 42.257068°N,0.742817°E   | RI-51-0006527 | Castell d'Orrit (Tremp) · Vegeu més fotos d'aquest monument · Carregueu una nova foto d'aquest monument                                         |
| Castell de Vilamitjana, o recinte emmurallat de Vilamitjana                | BCIN 1696-MH | Obra popular Medieval            | Tremp Vilamitjana                                                               | 42° 08′ 52″ N, 0° 55′ 09″ E / 42.147728°N,0.919171°E   | RI-51-0006528 | Castell de Vilamitjana (Tremp) · Vegeu més fotos d'aquest monument · Carregueu una nova foto d'aquest monument                                  |
| Església parroquial de Sant Serni o Sadurní de Gurp de la Conca            | BCIL 2012    | Romànic XII-XIII                 | Tremp C. Únic, Gurp                                                             | 42° 13′ 26″ N, 0° 50′ 53″ E / 42.224014°N,0.847944°E   | IPA-25145     | Església parroquial de Sant Serni de Gurp de la Conca (Tremp) · Vegeu més fotos d'aquest monument · Carregueu una nova foto d'aquest monument   |
| Capella de Sant Miquel                                                     | BCIL 2012    | Obra popular XII-XIII            | Tremp Gurp                                                                      | 42° 12′ 10″ N, 0° 50′ 32″ E / 42.202747°N,0.842333°E   | IPA-25146     | Capella de Sant Miquel (Tremp) · Vegeu més fotos d'aquest monument · Carregueu una nova foto d'aquest monument                                  |
| Ermita de Sant Martí Gurp de la Conca                                      | BCIL 2012    | Romànic XI                       | Tremp Sobre el barranc de Serós, Gurp                                           | 42° 13′ 43″ N, 0° 51′ 12″ E / 42.228625°N,0.853440°E   | IPA-25148     | Ermita de Sant Martí Gurp de la Conca (Tremp) · Vegeu més fotos d'aquest monument · Carregueu una nova foto d'aquest monument                   |
| Hospital dels Pobres                                                       | BCIL 2012    | Obra popular XVI                 | Tremp C. del Forn, 14                                                           | 42° 10′ 03″ N, 0° 53′ 40″ E / 42.167418°N,0.894446°E   | IPA-25202     | Hospital dels Pobres (Tremp) · Vegeu més fotos d'aquest monument · Carregueu una nova foto d'aquest monument                                    |
| Casa Feliu                                                                 | BCIL 2012    | Obra popular Medieval, XIX, XX   | Tremp Pl. de l'Església, 6                                                      | 42° 10′ 04″ N, 0° 53′ 44″ E / 42.167685°N,0.895454°E   | IPA-25203     | Casa Feliu (Tremp) · Vegeu més fotos d'aquest monument · Carregueu una nova foto d'aquest monument                                              |
| Habitatge a la rambla Doctor Pearson, 8                                    | BCIL 2012    | Noucentisme XX Inici             | Tremp Rambla del Doctor Pearson, 8                                              | 42° 09′ 57″ N, 0° 53′ 39″ E / 42.165805°N,0.894247°E   | IPA-25204     | Habitatge a la rambla Doctor Pearson, 8 (Tremp) · Vegeu més fotos d'aquest monument · Carregueu una nova foto d'aquest monument                 |
| Casa Verdeny                                                               | BCIL 2012    | Eclecticisme XX Inici            | Tremp Rambla del Doctor Pearson, 20                                             | 42° 09′ 55″ N, 0° 53′ 39″ E / 42.165374°N,0.894041°E   | IPA-25205     | Casa Verdeny (Tremp) · Vegeu més fotos d'aquest monument · Carregueu una nova foto d'aquest monument                                            |
| Casa Saloy                                                                 | BCIL 2012    | Modernisme XX Inici              | Tremp Pg. del Vall, 7                                                           | 42° 09′ 58″ N, 0° 53′ 45″ E / 42.166233°N,0.895722°E   | IPA-25208     | Carregueu una nova foto d'aquest monument |
| Quinta de Salud la Alianza (enderrocada)                                   |              | Historicisme XX Inici            | Tremp Carretera de Tremp a la Pobla de Segur                                    |                                                        | IPA-25209     | Carregueu una nova foto d'aquest monument |
| Casa pairal                                                                | BCIL 2012    | Obra popular                     | Tremp A l'entrada de Claret                                                     | 42° 09′ 16″ N, 0° 52′ 02″ E / 42.15445°N,0.86733°E     | IPA-25211     | Carregueu una nova foto d'aquest monument |
| Església parroquial de la Mare de Déu de l'Esperança de Claret             | BCIL 2012    | Obra popular                     | Tremp Claret                                                                    | 42° 09′ 17″ N, 0° 52′ 02″ E / 42.154756°N,0.867116°E   | IPA-25212     | Carregueu una nova foto d'aquest monument |
| Ermita de Santa Helena de Claret                                           | BCIL 2012    | Obra popular                     | Tremp Claret                                                                    | 42° 09′ 26″ N, 0° 52′ 02″ E / 42.157125°N,0.867160°E   | IPA-25213     | Carregueu una nova foto d'aquest monument |
| Torre de guaita, castell de Claret                                         | BCIL 2012    | Obra popular XII-XIII            | Tremp Claret                                                                    | 42° 09′ 16″ N, 0° 52′ 04″ E / 42.154388°N,0.867750°E   | IPA-25214     | Carregueu una nova foto d'aquest monument |
| Conjunt de la plaça Major d'Eroles                                         |              | Obra popular                     | Tremp Pl. Major, Eroles                                                         | 42° 10′ 19″ N, 0° 49′ 05″ E / 42.171968°N,0.818045°E   | IPA-25216     | Conjunt de la plaça Major (Tremp) · Vegeu més fotos d'aquest monument · Carregueu una nova foto d'aquest monument                               |
| Porta del castell d'Eroles                                                 |              | Obra popular XV                  | Tremp Eroles                                                                    | 42° 10′ 19″ N, 0° 49′ 06″ E / 42.171955°N,0.818394°E   | IPA-25217     | Porta del castell d'Eroles (Tremp) · Vegeu més fotos d'aquest monument · Carregueu una nova foto d'aquest monument                              |
| Torre de guaita d'Eroles                                                   |              | Obra popular XIV                 | Tremp Eroles                                                                    | 42° 10′ 19″ N, 0° 49′ 04″ E / 42.171977°N,0.817839°E   | IPA-25218     | Torre de guaita d'Eroles (Tremp) · Vegeu més fotos d'aquest monument · Carregueu una nova foto d'aquest monument                                |
| Ermita de Sant Pere Màrtir d'Eroles                                        | BCIL 2012    | Obra popular                     | Tremp Eroles                                                                    | 42° 10′ 04″ N, 0° 49′ 04″ E / 42.167865°N,0.817656°E   | IPA-25219     | Ermita de Sant Pere Màrtir d'Eroles (Tremp) · Vegeu més fotos d'aquest monument · Carregueu una nova foto d'aquest monument                     |
| Església parroquial de Santa Maria d'Eroles                                | BCIL 2012    | Romànic XII, XIX                 | Tremp Pl. Major, Eroles                                                         | 42° 10′ 20″ N, 0° 49′ 04″ E / 42.172242°N,0.817669°E   | IPA-25220     | Església parroquial de Santa Maria d'Eroles (Tremp) · Vegeu més fotos d'aquest monument · Carregueu una nova foto d'aquest monument             |
| Volta medieval, arc de l'antic castell d'Eroles                            |              | Obra popular XV                  | Tremp Pl. Major, Eroles                                                         | 42° 10′ 20″ N, 0° 49′ 04″ E / 42.172151°N,0.817770°E   | IPA-25221     | Carregueu una nova foto d'aquest monument |
| Capella de la Mare de Déu de Montserrat de Fígols de la Conca              | BCIL 2012    | Obra popular                     | Tremp Fígols de la Conca                                                        | 42° 09′ 12″ N, 0° 48′ 54″ E / 42.153468°N,0.815120°E   | IPA-25224     | Carregueu una nova foto d'aquest monument |
| Casa Masenc, Mas Prior                                                     | BCIL 2012    | Obra popular XIV                 | Tremp Fígols de la Conca                                                        | 42° 08′ 52″ N, 0° 49′ 08″ E / 42.147745°N,0.818986°E   | IPA-25225     | Carregueu una nova foto d'aquest monument |
| Església parroquial de Sant Pere de Fígols de la Conca                     | BCIL 2012    | Romànic, obra popular XI         | Tremp Pl. de l'Església, Fígols de Tremp                                        | 42° 09′ 11″ N, 0° 48′ 54″ E / 42.153133°N,0.815007°E   | IPA-25226     | Església parroquial de Sant Pere de Fígols de la Conca (Tremp) · Vegeu més fotos d'aquest monument · Carregueu una nova foto d'aquest monument  |
| Carreró de Gurp                                                            |              | Obra popular                     | Tremp Gurp                                                                      | 42° 13′ 28″ N, 0° 50′ 53″ E / 42.224388°N,0.848043°E   | IPA-25228     | Carregueu una nova foto d'aquest monument |
| Casal i paller                                                             |              | Obra popular                     | Tremp Gurp                                                                      |                                                        | IPA-25229     | Carregueu una nova foto d'aquest monument |
| Paller, Era Pejan                                                          | BCIL 2012    | Obra popular                     | Tremp C. Únic, Gurp                                                             | 42° 13′ 27″ N, 0° 50′ 50″ E / 42.224068°N,0.847302°E   | IPA-25230     | Carregueu una nova foto d'aquest monument |
| Casa pairal a la plaça del Forn                                            | BCIL 2012    | Obra popular                     | Tremp Pl. del Forn, Palau de Noguera                                            | 42° 08′ 48″ N, 0° 53′ 50″ E / 42.146763°N,0.897231°E   | IPA-25232     | Carregueu una nova foto d'aquest monument |
| Ca l'Agustí                                                                | BCIL 2012    | Gòtic XII, XV                    | Tremp C. del Forn, 35, Palau de Noguera                                         | 42° 08′ 51″ N, 0° 53′ 54″ E / 42.147637°N,0.898288°E   | IPA-25233     | Ca l'Agustí (Tremp) · Vegeu més fotos d'aquest monument · Carregueu una nova foto d'aquest monument                                             |
| Capella de la Mare de Déu de la Pietat                                     | BCIL 2012    | Obra popular                     | Tremp Plaça, Palau de Noguera                                                   | 42° 08′ 49″ N, 0° 53′ 45″ E / 42.146853°N,0.895917°E   | IPA-25234     | Capella de la Mare de Déu de la Pietat (Tremp) · Vegeu més fotos d'aquest monument · Carregueu una nova foto d'aquest monument                  |
| Antiga rectoria                                                            | BCIL 2012    | Obra popular                     | Tremp C. Major, 8, Palau de Noguera                                             | 42° 08′ 48″ N, 0° 53′ 47″ E / 42.146731°N,0.896481°E   | IPA-25235     | Antiga rectoria (Tremp) · Vegeu més fotos d'aquest monument · Carregueu una nova foto d'aquest monument                                         |
| Casa Artal                                                                 | BCIL 2012    | Obra popular XVI                 | Tremp C. Major, 4, Palau de Noguera                                             | 42° 08′ 48″ N, 0° 53′ 47″ E / 42.146621°N,0.896388°E   | IPA-25236     | Casa Artal (Tremp) · Vegeu més fotos d'aquest monument · Carregueu una nova foto d'aquest monument                                              |
| Església parroquial de Sant Martí de Puigcercós                            | BCIL 2012    | Obra popular XIX Final           | Tremp Pl. Major, 2, Puigcercós                                                  | 42° 07′ 53″ N, 0° 53′ 29″ E / 42.131389°N,0.891296°E   | IPA-25239     | Església parroquial de Sant Martí de Puigcercós (Tremp) · Vegeu més fotos d'aquest monument · Carregueu una nova foto d'aquest monument         |
| Antiga església de Sant Martí de Puigcercós                                | BCIL 2012    | Romànic XII                      | Tremp Poble vell de Puigcercós                                                  | 42° 07′ 49″ N, 0° 53′ 00″ E / 42.130315°N,0.883389°E   | IPA-25240     | Antiga església de Sant Martí de Puigcercós (Tremp) · Vegeu més fotos d'aquest monument · Carregueu una nova foto d'aquest monument             |
| Església parroquial de Santa Anna de Puigverd de Talarn                    | BCIL 2012    | Obra popular                     | Tremp Puigverd de Talarn                                                        | 42° 08′ 36″ N, 0° 48′ 48″ E / 42.143226°N,0.813305°E   | IPA-25242     | Església parroquial de Santa Anna de Puigverd de Talarn (Tremp) · Vegeu més fotos d'aquest monument · Carregueu una nova foto d'aquest monument |
| Església parroquial de Sant Serni de Suterranya                            | BCIL 2012    | Obra popular                     | Tremp Pl. de l'Església, Suterranya                                             | 42° 09′ 08″ N, 0° 57′ 00″ E / 42.152132°N,0.949975°E   | IPA-25246     | Església parroquial de Sant Serni de Suterranya (Tremp) · Vegeu més fotos d'aquest monument · Carregueu una nova foto d'aquest monument         |
| Placeta de Suterranya                                                      |              | Obra popular XVI                 | Tremp C. Major, Suterranya                                                      | 42° 09′ 08″ N, 0° 56′ 59″ E / 42.152323°N,0.949681°E   | IPA-25247     | Carregueu una nova foto d'aquest monument |
| Ermita de Sant Miquel de Suterranya                                        | BCIL 2012    | Romànic XI, XIV                  | Tremp Suterranya                                                                | 42° 09′ 20″ N, 0° 57′ 14″ E / 42.155492°N,0.953815°E   | IPA-25248     | Carregueu una nova foto d'aquest monument |
| Passatge de Suterranya                                                     |              | Obra popular XV, XVII            | Tremp C. del Raval, Suterranya                                                  | 42° 09′ 08″ N, 0° 56′ 58″ E / 42.152354°N,0.949377°E   | IPA-25249     | Passatge de Suterranya (Tremp) · Vegeu més fotos d'aquest monument · Carregueu una nova foto d'aquest monument                                  |
| Cementiri de Talarn                                                        |              | Historicisme XIX Final           | Tremp Barri del Cementiri, abans de Talarn                                      | 42° 09′ 44″ N, 0° 53′ 14″ E / 42.162259°N,0.887287°E   | IPA-25251     | Carregueu una nova foto d'aquest monument |
| Església parroquial de Santa Maria de Vilamitjana                          | BCIL 2008    | Gòtic tardà XV, XVII             | Tremp Vilamitjana                                                               | 42° 08′ 49″ N, 0° 55′ 12″ E / 42.146920°N,0.919949°E   | IPA-25253     | Església parroquial de Santa Maria de Vilamitjana (Tremp) · Vegeu més fotos d'aquest monument · Carregueu una nova foto d'aquest monument       |
| Casa Adelaida                                                              | BCIL 2012    | Obra popular XVI                 | Tremp C. Entravessat, 12, Vilamitjana                                           | 42° 08′ 51″ N, 0° 55′ 10″ E / 42.147391°N,0.919343°E   | IPA-25254     | Carregueu una nova foto d'aquest monument |
| Casa Gonpui                                                                | BCIL 2012    | Obra popular Medieval            | Tremp C. Nou, 10-14, Vilamitjana                                                | 42° 08′ 51″ N, 0° 55′ 10″ E / 42.147394°N,0.919525°E   | IPA-25255     | Carregueu una nova foto d'aquest monument |
| Cooperativa de Sant Bartomeu, Hotel Nerets                                 | BCIL 2012    | XIX Final                        | Tremp Av. Catalunya, 20, Vilamitjana                                            | 42° 08′ 49″ N, 0° 55′ 02″ E / 42.146868°N,0.917339°E   | IPA-25256     | Cooperativa de Sant Bartomeu (Tremp) · Vegeu més fotos d'aquest monument · Carregueu una nova foto d'aquest monument                            |
| Pont del riu                                                               |              | Obra popular XIX (1888)          | Tremp Carretera C-1412, km 59                                                   | 42° 10′ 06″ N, 0° 54′ 20″ E / 42.168391°N,0.905423°E   | IPA-25258     | Pont del riu (Tremp) · Vegeu més fotos d'aquest monument · Carregueu una nova foto d'aquest monument                                            |
| Pont d'Orrit                                                               |              | Obra popular                     | Tremp Sobre la Noguera Ribagorçana, entre Areny de Noguera i Orrit              | 42° 15′ 19″ N, 0° 44′ 08″ E / 42.255400°N,0.735657°E   | IPA-25260     | Pont d'Orrit (Tremp) · Vegeu més fotos d'aquest monument · Carregueu una nova foto d'aquest monument                                            |
| Sant Joan Baptista de Palau de Noguera                                     | BCIL 2005    | Barroc XVIII                     | Tremp C. Major, 24, Palau de Noguera                                            | 42° 08′ 49″ N, 0° 53′ 49″ E / 42.146962°N,0.897072°E   | IPA-30776     | Sant Joan Baptista de Palau de Noguera (Tremp) · Vegeu més fotos d'aquest monument · Carregueu una nova foto d'aquest monument                  |
| Santa Llúcia de la Vileta                                                  |              | Romànic XI-XII                   | Tremp La Vileta                                                                 | 42° 09′ 55″ N, 0° 46′ 21″ E / 42.165360°N,0.772366°E   | IPA-36848     | Carregueu una nova foto d'aquest monument |
| Pont de Sant Jaume                                                         |              | Obra popular Medieval            | Tremp Camí de Sant Jaume, sobre el torrent de Fontvella                         | 42° 10′ 09″ N, 0° 53′ 52″ E / 42.169205°N,0.897733°E   | IPA-39740     | Carregueu una nova foto d'aquest monument |
| Església de Sant Joan Baptista                                             |              | Obra popular, romànic Medieval   | Tremp Castissent                                                                | 42° 07′ 26″ N, 0° 42′ 50″ E / 42.123880°N,0.713771°E   | IPA-39747     | Església Sant Joan Baptista (Tremp) · Vegeu més fotos d'aquest monument · Carregueu una nova foto d'aquest monument                             |
| Ermita de la Mare de Déu de Montserbós                                     | BCIL 2012    | Romànic Medieval                 | Tremp Castissent                                                                | 42° 09′ 00″ N, 0° 44′ 42″ E / 42.149980°N,0.744980°E   | IPA-39748     | Carregueu una nova foto d'aquest monument |
| Església de la Mare de Déu de Montserbós, capella superior                 |              | Obra popular Medieval            | Tremp Dalt d'un turó al costat de la carretera de Barbastre a Tremp, Castissent | 42° 09′ 02″ N, 0° 44′ 35″ E / 42.150492°N,0.743033°E   | IPA-39749     | Carregueu una nova foto d'aquest monument |
| Castell i església de la Mare de Déu d'Arbul                               |              | Romànic, barroc XI-XII           | Tremp Sobre el cingle de l'Arbull a la serra de Montllobar, Puigverd            | 42° 07′ 37″ N, 0° 47′ 08″ E / 42.127016°N,0.785573°E   | IPA-42679     | Carregueu una nova foto d'aquest monument |
| Fundació Fiella, Sant Hospital de Tremp                                    | BCIL 2012    | XVII, XIX                        | Tremp Pl. Mossèn Cassimir Torrent, 1                                            | 42° 09′ 55″ N, 0° 53′ 52″ E / 42.165239°N,0.897810°E   | IPA-42681     | Fundació Fiella (Tremp) · Vegeu més fotos d'aquest monument · Carregueu una nova foto d'aquest monument                                         |
| Casa Saloi                                                                 | BCIL 2012    | XX                               | Tremp Rbla. del Doctor Pearson, 6                                               | 42° 09′ 57″ N, 0° 53′ 40″ E / 42.1658248°N,0.8943433°E | IPA-42682     | Carregueu una nova foto d'aquest monument |
| Habitatge al carrer Soldevila, 23                                          | BCIL 2012    | XIX                              | Tremp C. Soldevila, 23 - pg. del Vall, 14                                       | 42° 09′ 58″ N, 0° 53′ 42″ E / 42.166190°N,0.894934°E   | IPA-42683     | Carregueu una nova foto d'aquest monument |
| Casa Serra                                                                 | BCIL 2012    | XIX-XX                           | Tremp C. Soldevila, 21 - pg. del Vall, 15                                       | 42° 09′ 59″ N, 0° 53′ 39″ E / 42.1662621°N,0.8940614°E | IPA-42684     | Carregueu una nova foto d'aquest monument |
| Casa Castells                                                              | BCIL 2012    | XVI, XIX                         | Tremp C. Soldevila, 15 - pg. del Vall, 18                                       | 42° 09′ 59″ N, 0° 53′ 39″ E / 42.1664082°N,0.8941198°E | IPA-42685     | Carregueu una nova foto d'aquest monument |
| Habitatge al carrer Soldevila, 13 (Tremp)Habitatge al carrer Soldevila, 13 | BCIL 2012    | XVII, XIX, XX                    | Tremp C. Soldevila, 13 - pg. del Vall, 19                                       | 42° 09′ 59″ N, 0° 53′ 42″ E / 42.166476°N,0.894929°E   | IPA-42686     | Carregueu una nova foto d'aquest monument |
| Habitatge al carrer Soldevila, 11                                          | BCIL 2012    | XIX-XX                           | Tremp C. Soldevila, 11 - pg. del Vall, 20                                       | 42° 10′ 00″ N, 0° 53′ 42″ E / 42.166531°N,0.894957°E   | IPA-42687     | Carregueu una nova foto d'aquest monument |
| Casa Potau, antiga Casa Espinach                                           | BCIL 2012    | XIX                              | Tremp C. Soldevila, 3 - pg. del Vall, 24                                        | 42° 10′ 00″ N, 0° 53′ 42″ E / 42.166724°N,0.895035°E   | IPA-42688     | Carregueu una nova foto d'aquest monument |
| Casa Sullà, Consell Comarcal del Pallars Jussà                             | BCIL 2012    | Gòtic XVI, XVIII                 | Tremp C. Soldevila, 18                                                          | 42° 09′ 59″ N, 0° 53′ 41″ E / 42.166365°N,0.894754°E   | IPA-42689     | Carregueu una nova foto d'aquest monument |
| Casa Potxó                                                                 | BCIL 2012    | XX                               | Tremp C. Doctor Roure, 26                                                       | 42° 10′ 04″ N, 0° 53′ 42″ E / 42.167757°N,0.895128°E   | IPA-42690     | Carregueu una nova foto d'aquest monument |
| Habitatge al carrer Doctor Roure, 17                                       | BCIL 2012    | Neoclassicisme XIX               | Tremp C. Doctor Roure, 17 - c. Forn, 2                                          | 42° 10′ 03″ N, 0° 53′ 42″ E / 42.167468°N,0.895089°E   | IPA-42691     | Carregueu una nova foto d'aquest monument |
| Habitatge al carrer Doctor Roure, 29                                       | BCIL 2012    | XX                               | Tremp C. Doctor Roure, 29                                                       | 42° 10′ 04″ N, 0° 53′ 42″ E / 42.167806°N,0.895015°E   | IPA-42692     | Carregueu una nova foto d'aquest monument |
| Habitatge al carrer Peresall, 18                                           | BCIL 2012    | XIX, XX                          | Tremp C. Peresall, 18 - pg. del Vall, 30                                        | 42° 10′ 00″ N, 0° 53′ 45″ E / 42.166791°N,0.895782°E   | IPA-42693     | Carregueu una nova foto d'aquest monument |
| Habitatge al carrer Peresall, 12                                           | BCIL 2012    | XIX, XX                          | Tremp C. Peresall, 12 - pg. del Vall, 27                                        | 42° 10′ 01″ N, 0° 53′ 44″ E / 42.166828°N,0.895619°E   | IPA-42694     | Carregueu una nova foto d'aquest monument |
| Habitatge al carrer Peresall, 10                                           | BCIL 2012    | XIX                              | Tremp C. Peresall, 10 - pg. del Vall, 26                                        | 42° 10′ 01″ N, 0° 53′ 44″ E / 42.166833°N,0.895551°E   | IPA-42695     | Carregueu una nova foto d'aquest monument |
| Casa Montoliu                                                              | BCIL 2012    | XIX-XX                           | Tremp C. Peresall, 2                                                            | 42° 10′ 01″ N, 0° 53′ 43″ E / 42.166884°N,0.895232°E   | IPA-42696     | Carregueu una nova foto d'aquest monument |
| Casa Pare Manyanet                                                         | BCIL 2012    | XIX                              | Tremp C. Peresall, 5 - placeta de l'Església, 6                                 | 42° 10′ 01″ N, 0° 53′ 43″ E / 42.166938°N,0.895338°E   | IPA-42697     | Carregueu una nova foto d'aquest monument |
| Casa Aleix                                                                 | BCIL 2012    | Racionalisme XX                  | Tremp C. Peresall, 13                                                           | 42° 10′ 01″ N, 0° 53′ 44″ E / 42.166883°N,0.895661°E   | IPA-42831     | Carregueu una nova foto d'aquest monument |
| Habitatge al carrer Mercadal, 12, casa pont                                | BCIL 2012    | XX                               | Tremp C. Mercadal, 12                                                           | 42° 10′ 00″ N, 0° 53′ 40″ E / 42.166747°N,0.894536°E   | IPA-42832     | Carregueu una nova foto d'aquest monument |
| Habitatge al passeig del Vall, 32                                          | BCIL 2012    | Darreres tendències XX           | Tremp Pg. del Vall, 32 - pl. Princesa Sofia - c. Peresall                       | 42° 10′ 00″ N, 0° 53′ 45″ E / 42.166704°N,0.895882°E   | IPA-42833     | Carregueu una nova foto d'aquest monument |
| Habitatge al passeig Pare Manyanet, 36                                     | BCIL 2012    | Medieval, XX                     | Tremp Pg. Pare Manyanet, 36                                                     | 42° 10′ 03″ N, 0° 53′ 39″ E / 42.167571°N,0.894185°E   | IPA-42834     | Carregueu una nova foto d'aquest monument |
| Habitatge a la plaça Capdevila, 11                                         | BCIL 2012    | XX                               | Tremp Pl. Capdevila, 11 - c. del Respir                                         | 42° 10′ 07″ N, 0° 53′ 41″ E / 42.168638°N,0.894661°E   | IPA-42835     | Carregueu una nova foto d'aquest monument |
| Habitatge a la plaça Capdevila, 15-17                                      | BCIL 2012    | Eclecticisme XX                  | Tremp Pl. Capdevila, 15-16-17                                                   | 42° 10′ 06″ N, 0° 53′ 42″ E / 42.168410°N,0.895126°E   | IPA-42836     | Carregueu una nova foto d'aquest monument |
| Habitatge a la plaça Capdevila, 19                                         | BCIL 2012    | Eclecticisme XX                  | Tremp Pl. Capdevila, 19                                                         | 42° 10′ 06″ N, 0° 53′ 43″ E / 42.168232°N,0.895350°E   | IPA-42837     | Carregueu una nova foto d'aquest monument |
| Habitatge a la plaça Capdevila, 21                                         | BCIL 2012    | Eclecticisme XX                  | Tremp Pl. Capdevila, 21                                                         | 42° 10′ 05″ N, 0° 53′ 44″ E / 42.168040°N,0.895544°E   | IPA-42838     | Carregueu una nova foto d'aquest monument |
| Hotel Siglo XX                                                             | BCIL 2012    | XIX-XX                           | Tremp C. de Sant Jaume, 2 - pl. de la Creu                                      | 42° 10′ 04″ N, 0° 53′ 45″ E / 42.167752°N,0.895910°E   | IPA-42839     | Carregueu una nova foto d'aquest monument |
| Habitatge a la plaça de la Creu, 13                                        | BCIL 2012    | XIX                              | Tremp Pl. de la Creu, 13                                                        | 42° 10′ 02″ N, 0° 53′ 46″ E / 42.167361°N,0.896223°E   | IPA-42841     | Carregueu una nova foto d'aquest monument |
| Habitatge a la plaça del Mercat, 3                                         | BCIL 2012    | XIX                              | Tremp Pl. del Mercat, 3                                                         | 42° 10′ 00″ N, 0° 53′ 40″ E / 42.166795°N,0.894332°E   | IPA-42842     | Carregueu una nova foto d'aquest monument |
| Habitatge al carrer Forn, 8                                                | BCIL 2012    | XX                               | Tremp C. Forn, 8                                                                | 42° 10′ 03″ N, 0° 53′ 42″ E / 42.167447°N,0.894879°E   | IPA-42843     | Carregueu una nova foto d'aquest monument |
| Església de Sant Pere d'Orrit                                              | BCIL 2015    | Romànic XI                       | Tremp                                                                           | 42° 15′ 24″ N, 0° 44′ 25″ E / 42.256569°N,0.740356°E   | IPA-42844     | Església de Sant Pere d'Orrit (Tremp) · Vegeu més fotos d'aquest monument · Carregueu una nova foto d'aquest monument                           |
| Habitatge al carrer del Forn, 39                                           | BCIL 2012    | Modernisme XX                    | Tremp C. del Forn, 39                                                           | 42° 10′ 01″ N, 0° 53′ 41″ E / 42.167001°N,0.894740°E   | IPA-42845     | Carregueu una nova foto d'aquest monument |
| Habitatge al carrer Indústria, 6                                           | BCIL 2012    | XX                               | Tremp C. Indústria, 6                                                           | 42° 10′ 06″ N, 0° 53′ 38″ E / 42.168313°N,0.894012°E   | IPA-42846     | Carregueu una nova foto d'aquest monument |
| Habitatge al carrer Seix i Faya, 10                                        | BCIL 2012    | XX                               | Tremp C. Seix i Faya, 10                                                        | 42° 10′ 09″ N, 0° 53′ 42″ E / 42.169066°N,0.895013°E   | IPA-42847     | Carregueu una nova foto d'aquest monument |
| Habitatge al carrer Seix i Faya, 16                                        | BCIL 2012    | XX                               | Tremp C. Seix i Faya, 16                                                        | 42° 10′ 10″ N, 0° 53′ 42″ E / 42.169328°N,0.895077°E   | IPA-42848     | Carregueu una nova foto d'aquest monument |
| Habitatge al carrer Seix i Faya, 18                                        | BCIL 2012    | Eclecticisme XX                  | Tremp C. Seix i Faya, 18                                                        | 42° 10′ 11″ N, 0° 53′ 40″ E / 42.169751°N,0.894552°E   | IPA-42849     | Carregueu una nova foto d'aquest monument |
| Estació dels Ferrocarrils                                                  | BCIL 2012    | Monumentalisme academicista XX   | Tremp C. Montllobar                                                             | 42° 10′ 03″ N, 0° 53′ 28″ E / 42.167422°N,0.891058°E   | IPA-42850     | Estació dels Ferrocarrils (Tremp) · Vegeu més fotos d'aquest monument · Carregueu una nova foto d'aquest monument                               |
| Vil·la Ignàcia                                                             | BCIL 2012    | Eclecticisme XX                  | Tremp C. Tarragona, 22                                                          | 42° 09′ 53″ N, 0° 53′ 34″ E / 42.164649°N,0.892658°E   | IPA-42852     | Carregueu una nova foto d'aquest monument |
| Habitatge al carrer Tarragona, 23                                          | BCIL 2012    | XIX                              | Tremp C. Tarragona, 23                                                          | 42° 09′ 52″ N, 0° 53′ 35″ E / 42.164366°N,0.892942°E   | IPA-42853     | Carregueu una nova foto d'aquest monument |
| CEIP Escola Valldeflors                                                    | BCIL 2012    | Darreres tendències XX           | Tremp C. Tarragona, 37                                                          |                                                        | IPA-42854     | Carregueu una nova foto d'aquest monument |
| Casa Uriach                                                                | BCIL 2012    | XX                               | Tremp Rbla. Doctor Pearson, 1                                                   | 42° 09′ 57″ N, 0° 53′ 41″ E / 42.165796°N,0.894662°E   | IPA-42857     | Carregueu una nova foto d'aquest monument |
| Habitatge a la rambla del Doctor Pearson, 9                                | BCIL 2012    | XX                               | Tremp Rbla. Doctor Pearson, 9                                                   | 42° 09′ 56″ N, 0° 53′ 40″ E / 42.165458°N,0.894504°E   | IPA-42858     | Carregueu una nova foto d'aquest monument |
| Habitatge a la rambla del Doctor Pearson, 10                               | BCIL 2012    | XX                               | Tremp Rbla. Doctor Pearson, 10                                                  | 42° 09′ 56″ N, 0° 53′ 39″ E / 42.165645°N,0.894146°E   | IPA-42864     | Carregueu una nova foto d'aquest monument |
| Habitatge a la rambla del Doctor Pearson, 15                               | BCIL 2012    | Eclecticisme XIX                 | Tremp Rbla. Doctor Pearson, 15                                                  | 42° 09′ 55″ N, 0° 53′ 40″ E / 42.165221°N,0.894378°E   | IPA-42867     | Carregueu una nova foto d'aquest monument |
| Habitatge a la rambla del Doctor Pearson, 17                               | BCIL 2012    | Eclecticisme XIX                 | Tremp Rbla. Doctor Pearson, 17                                                  | 42° 09′ 55″ N, 0° 53′ 40″ E / 42.165167°N,0.894362°E   | IPA-42869     | Carregueu una nova foto d'aquest monument |
| Habitatge a la rambla del Doctor Pearson, 19                               | BCIL 2012    | Eclecticisme XIX-XX              | Tremp Rbla. Doctor Pearson, 19                                                  | 42° 09′ 54″ N, 0° 53′ 40″ E / 42.165103°N,0.894325°E   | IPA-42870     | Carregueu una nova foto d'aquest monument |
| Habitatge a la rambla del Doctor Pearson, 21                               | BCIL 2012    | XIX-XX                           | Tremp Rbla. Doctor Pearson, 21                                                  | 42° 09′ 54″ N, 0° 53′ 39″ E / 42.165019°N,0.894288°E   | IPA-42873     | Carregueu una nova foto d'aquest monument |
| Antic Casal Catòlic Cultural, Biblioteca Maria Barbal                      | BCIL 2012    | Noucentisme XX                   | Tremp C. Lleida, 16                                                             | 42° 09′ 55″ N, 0° 53′ 33″ E / 42.165191°N,0.892485°E   | IPA-42878     | Antic Casal Catòlic Cultural (Tremp) · Vegeu més fotos d'aquest monument · Carregueu una nova foto d'aquest monument                            |
| Habitatge a l'avinguda d'Espanya, 2                                        | BCIL 2012    | XX                               | Tremp Av. d'Espanya, 2                                                          | 42° 09′ 57″ N, 0° 53′ 42″ E / 42.165705°N,0.895110°E   | IPA-42886     | Carregueu una nova foto d'aquest monument |
| Habitatge a l'avinguda d'Espanya, 12                                       | BCIL 2012    | XX                               | Tremp Av. d'Espanya, 12                                                         | 42° 09′ 55″ N, 0° 53′ 42″ E / 42.165325°N,0.894983°E   | IPA-42896     | Carregueu una nova foto d'aquest monument |
| Habitatge a l'avinguda d'Espanya, 22                                       | BCIL 2012    | XX                               | Tremp Av. d'Espanya, 22                                                         | 42° 09′ 54″ N, 0° 53′ 42″ E / 42.164962°N,0.894868°E   | IPA-42897     | Carregueu una nova foto d'aquest monument |
| Habitatge a l'avinguda d'Espanya, 24                                       | BCIL 2012    | XX                               | Tremp Av. d'Espanya, 24                                                         | 42° 09′ 54″ N, 0° 53′ 41″ E / 42.164892°N,0.894849°E   | IPA-42899     | Carregueu una nova foto d'aquest monument |
| Habitatge a l'avinguda d'Espanya, 30                                       | BCIL 2012    | XX                               | Tremp Av. d'Espanya, 30                                                         | 42° 09′ 52″ N, 0° 53′ 41″ E / 42.164498°N,0.894699°E   | IPA-42901     | Carregueu una nova foto d'aquest monument |
| Habitatge al carrer de les Capelles, 31                                    | BCIL 2012    | Obra popular, neoclassicisme XIX | Tremp C. de les Capelles, 31                                                    | 42° 09′ 58″ N, 0° 53′ 51″ E / 42.166055°N,0.897598°E   | IPA-42903     | Carregueu una nova foto d'aquest monument |
| Habitatge al carrer de les Capelles, 50                                    | BCIL 2012    | XX                               | Tremp C. de les Capelles, 50                                                    | 42° 09′ 57″ N, 0° 53′ 52″ E / 42.165729°N,0.897887°E   | IPA-42905     | Carregueu una nova foto d'aquest monument |
| Habitatge al carrer Sant Jordi, 17                                         | BCIL 2012    | XX                               | Tremp C. Sant Jordi, 17                                                         | 42° 09′ 54″ N, 0° 53′ 47″ E / 42.164877°N,0.896469°E   | IPA-42911     | Carregueu una nova foto d'aquest monument |
| Hostal la Canonja                                                          | BCIL 2012    | XX                               | Tremp Pg. del Vall, 6                                                           | 42° 09′ 59″ N, 0° 53′ 45″ E / 42.166318°N,0.895876°E   | IPA-42912     | Carregueu una nova foto d'aquest monument |
| Habitatge al passeig del Vall, 10                                          | BCIL 2012    | XX                               | Tremp Pg. del Vall, 10 - c. Francesc Macià                                      | 42° 09′ 58″ N, 0° 53′ 44″ E / 42.165995°N,0.895466°E   | IPA-42913     | Carregueu una nova foto d'aquest monument |
| Habitatge al carrer de Sols, 2                                             | BCIL 2012    | XX                               | Tremp C. de Sols, 2 - c. de la Creu                                             | 42° 10′ 02″ N, 0° 53′ 50″ E / 42.167198°N,0.897085°E   | IPA-42914     | Carregueu una nova foto d'aquest monument |
| Habitatge al carrer Nou, 9                                                 | BCIL 2012    | Obra popular Medieval            | Tremp C. Nou, 9 - Vilamitjana                                                   | 42° 08′ 50″ N, 0° 55′ 07″ E / 42.1472324°N,0.918617°E  | IPA-42915     | Carregueu una nova foto d'aquest monument |
| Habitatge al carrer del Bon Aire, 10                                       | BCIL 2012    | Obra popular XVIII, XIX          | Tremp C. del Bon Aire, 10, Vilamitjana                                          | 42° 08′ 50″ N, 0° 55′ 04″ E / 42.1470979°N,0.9178229°E | IPA-42917     | Carregueu una nova foto d'aquest monument |
| Habitatge al carrer Entrevessat, 13                                        | BCIL 2012    | XVII                             | Tremp C. Entrevessat, 13, Vilamitjana                                           | 42° 08′ 51″ N, 0° 55′ 11″ E / 42.147633°N,0.919602°E   | IPA-42954     | Carregueu una nova foto d'aquest monument |
| Habitatge al carrer Nou, 6                                                 | BCIL 2012    | XV, XIX                          | Tremp C. Nou, 6 - c. Major, 11, Vilamitjana                                     | 42° 08′ 50″ N, 0° 55′ 10″ E / 42.147187°N,0.919517°E   | IPA-42956     | Carregueu una nova foto d'aquest monument |
| Edifici a la plaça del Fossar Vell                                         | BCIL 2012    | XIX                              | Tremp Pl. Fossar Vell, Vilamitjana                                              | 42° 08′ 48″ N, 0° 55′ 09″ E / 42.146557°N,0.919124°E   | IPA-42958     | Carregueu una nova foto d'aquest monument |
| Habitatge al carrer Major de Palau de Noguera, 7                           | BCIL 2012    | XVII, XIX                        | Tremp C. Major, 7, Palau de Noguera                                             | 42° 08′ 50″ N, 0° 53′ 43″ E / 42.1471493°N,0.8951914°E | IPA-42961     | Carregueu una nova foto d'aquest monument |
| Habitatge al carrer de la Font, 1                                          | BCIL 2012    | XIV, XIX                         | Tremp C. de la Font, 1, Suterranya                                              | 42° 09′ 09″ N, 0° 56′ 59″ E / 42.152503°N,0.9496857°E  | IPA-42963     | Carregueu una nova foto d'aquest monument |
| Habitatge al carrer del Raval, 12                                          | BCIL 2012    | XIX                              | Tremp C. del Raval, 12, Suterranya                                              | 42° 09′ 08″ N, 0° 56′ 55″ E / 42.152303°N,0.948740°E   | IPA-42968     | Carregueu una nova foto d'aquest monument |
| Habitatge al carrer Major de Suterranya, 3                                 | BCIL 2012    |                                  | Tremp C. Major, 3, Suterranya                                                   | 42° 09′ 08″ N, 0° 57′ 01″ E / 42.152340°N,0.950164°E   | IPA-42970     | Carregueu una nova foto d'aquest monument |
| Habitatge al carrer Major de Suterranya, 7                                 | BCIL 2012    |                                  | Tremp C. Major, 7, Suterranya                                                   | 42° 09′ 08″ N, 0° 57′ 00″ E / 42.152343°N,0.950094°E   | IPA-42972     | Carregueu una nova foto d'aquest monument |
| Casa Serra a Suterranya                                                    | BCIL 2012    | XVI                              | Tremp C. Major, 20, Suterranya                                                  | 42° 09′ 08″ N, 0° 56′ 59″ E / 42.152351°N,0.949628°E   | IPA-42974     | Carregueu una nova foto d'aquest monument |
| Habitatge al carrer Major de Suterranya, 31                                | BCIL 2012    | XIX, XX                          | Tremp C. Major, 31, Suterranya                                                  | 42° 09′ 08″ N, 0° 56′ 59″ E / 42.152297°N,0.949617°E   | IPA-42977     | Carregueu una nova foto d'aquest monument |
| Habitatge al carrer Major de Suterranya, 33                                | BCIL 2012    |                                  | Tremp C. Major, 33, Suterranya                                                  | 42° 09′ 08″ N, 0° 56′ 59″ E / 42.152321°N,0.949617°E   | IPA-42982     | Carregueu una nova foto d'aquest monument |
| Cal Grau                                                                   | BCIL 2012    |                                  | Tremp Suterranya                                                                | 42° 07′ 47″ N, 0° 56′ 59″ E / 42.129723°N,0.949787°E   | IPA-42986     | Carregueu una nova foto d'aquest monument |
| Cal Salvador                                                               | BCIL 2012    |                                  | Tremp Suterranya                                                                |                                                        | IPA-42987     | Carregueu una nova foto d'aquest monument |
| Casa del Ferrer                                                            | BCIL 2012    |                                  | Tremp Puigcercós                                                                |                                                        | IPA-42988     | Carregueu una nova foto d'aquest monument |
| Antic forn de pa de Puigcercós                                             | BCIL 2012    | XIX                              | Tremp Puigcercós                                                                |                                                        | IPA-42989     | Carregueu una nova foto d'aquest monument |
| Casa 4                                                                     | BCIL 2012    |                                  | Tremp C. Únic, Fígols                                                           |                                                        | IPA-43077     | Carregueu una nova foto d'aquest monument |
| Casa Gras                                                                  | BCIL 2012    | XVIII-XIX                        | Tremp Fígols                                                                    | 42° 09′ 07″ N, 0° 48′ 49″ E / 42.15208°N,0.81364°E     | IPA-43078     | Carregueu una nova foto d'aquest monument |
| Casa 20                                                                    | BCIL 2012    |                                  | Tremp C. Únic                                                                   |                                                        | IPA-43079     | Carregueu una nova foto d'aquest monument |
| Escola de Fígols                                                           | BCIL 2012    | XIX-XX                           | Tremp C. Únic                                                                   | 42° 09′ 11″ N, 0° 48′ 55″ E / 42.152935°N,0.815171°E   | IPA-43080     | Carregueu una nova foto d'aquest monument |
| Escola d'Eroles                                                            | BCIL 2012    | XIX                              | Tremp Pl. Major, Eroles                                                         | 42° 10′ 20″ N, 0° 49′ 05″ E / 42.172192°N,0.817917°E   | IPA-43081     | Carregueu una nova foto d'aquest monument |
| Habitatge al carrer Únic, 32                                               | BCIL 2012    | XIX-XX                           | Tremp C. Únic, 32, Eroles                                                       | 42° 10′ 19″ N, 0° 49′ 06″ E / 42.171991°N,0.818365°E   | IPA-43082     | Carregueu una nova foto d'aquest monument |
| Habitatge al carrer Únic, 33                                               | BCIL 2012    | XIX-XX                           | Tremp C. Únic, 33, Eroles                                                       | 42° 10′ 19″ N, 0° 49′ 06″ E / 42.171836°N,0.818302°E   | IPA-43083     | Carregueu una nova foto d'aquest monument |
| Habitatge al carrer Únic, 39                                               | BCIL 2012    | XIX-XX                           | Tremp C. Únic, 39, Eroles                                                       | 42° 10′ 18″ N, 0° 49′ 06″ E / 42.171641°N,0.818396°E   | IPA-43084     | Carregueu una nova foto d'aquest monument |
| Molí d'oli d'Eroles                                                        | BCIL 2012    |                                  | Tremp C. Únic, 17, Eroles                                                       | 42° 10′ 21″ N, 0° 49′ 00″ E / 42.172485°N,0.816781°E   | IPA-43085     | Carregueu una nova foto d'aquest monument |
| Era Kansats                                                                | BCIL 2012    |                                  | Tremp Eroles                                                                    |                                                        | IPA-43086     | Carregueu una nova foto d'aquest monument |
| Casa Blanca                                                                | BCIL 2012    | XIX-XX                           | Tremp Puiverd                                                                   | 42° 08′ 32″ N, 0° 49′ 39″ E / 42.142211°N,0.827611°E   | IPA-43087     | Carregueu una nova foto d'aquest monument |
| Molí d'oli                                                                 | BCIL 2012    | XIX                              | Tremp Gurp                                                                      |                                                        | IPA-43088     | Carregueu una nova foto d'aquest monument |
| Casa Figuera                                                               | BCIL 2012    |                                  | Tremp C. Únic, Gurp                                                             | 42° 13′ 27″ N, 0° 50′ 51″ E / 42.224123°N,0.847478°E   | IPA-43089     | Carregueu una nova foto d'aquest monument |
| Casa Neus                                                                  | BCIL 2012    |                                  | Tremp C. Únic, Gurp                                                             | 42° 13′ 26″ N, 0° 50′ 51″ E / 42.223973°N,0.847392°E   | IPA-43090     | Carregueu una nova foto d'aquest monument |
| Casa 10                                                                    | BCIL 2012    | XVII-XIX                         | Tremp C. Únic, Gurp                                                             | 42° 13′ 26″ N, 0° 50′ 53″ E / 42.223945°N,0.848121°E   | IPA-43091     | Carregueu una nova foto d'aquest monument |
| Raval de Gurp                                                              | BCIL 2012    | XIX-XX                           | Tremp Gurp                                                                      | 42° 13′ 32″ N, 0° 50′ 56″ E / 42.225581°N,0.848852°E   | IPA-43092     | Carregueu una nova foto d'aquest monument |
| Borda del Rei                                                              | BCIL 2012    | XVIII-XIX                        | Tremp                                                                           | 42° 12′ 37″ N, 0° 50′ 58″ E / 42.210329°N,0.849524°E   | IPA-43093     | Carregueu una nova foto d'aquest monument |
| Església parroquial de Santa Engràcia                                      | BCIL 2012    |                                  | Tremp Santa Engràcia                                                            | 42° 13′ 17″ N, 0° 52′ 29″ E / 42.221402°N,0.874828°E   | IPA-43094     | Carregueu una nova foto d'aquest monument |
| Casa Mauri                                                                 | BCIL 2012    |                                  | Tremp C. Major, 35, Santa Engràcia                                              | 42° 13′ 17″ N, 0° 52′ 28″ E / 42.221425°N,0.874388°E   | IPA-43095     | Casa Mauri (Tremp) · Vegeu més fotos d'aquest monument · Carregueu una nova foto d'aquest monument                                              |
| Casa Tarrobella                                                            | BCIL 2012    | XVI-XVII                         | Tremp C. Major, 34, Santa Engràcia                                              | 42° 13′ 18″ N, 0° 52′ 27″ E / 42.221530°N,0.874224°E   | IPA-43096     | Carregueu una nova foto d'aquest monument |
| Habitatge al carrer Major de Santa Engràcia, 36                            | BCIL 2012    |                                  | Tremp C. Major, 36, Santa Engràcia                                              | 42° 13′ 17″ N, 0° 52′ 28″ E / 42.221330°N,0.874549°E   | IPA-43097     | Carregueu una nova foto d'aquest monument |
| Casa Guilla                                                                | BCIL 2012    | XIX-XX                           | Tremp C. Major, 40, Santa Engràcia                                              | 42° 13′ 16″ N, 0° 52′ 29″ E / 42.221206°N,0.874691°E   | IPA-43098     | Carregueu una nova foto d'aquest monument |
| Habitatge a la plaça del Poble, 45                                         | BCIL 2012    | XIX                              | Tremp Pl. del Poble, 45, Santa Engràcia                                         | 42° 13′ 18″ N, 0° 52′ 25″ E / 42.221536°N,0.873740°E   | IPA-43099     | Carregueu una nova foto d'aquest monument |
| Església parroquial de Sant Adrià                                          | BCIL 2012    | XX                               | Tremp Pl. Major, Sant Adrià                                                     | 42° 11′ 13″ N, 0° 50′ 01″ E / 42.186946°N,0.833573°E   | IPA-43101     | Església parroquial de Sant Adrià (Tremp) · Vegeu més fotos d'aquest monument · Carregueu una nova foto d'aquest monument                       |
| Església de Sant Llorenç                                                   | BCIL 2012    | Romànic XII                      | Tremp Prop de les Eres, Sant Adrià                                              | 42° 11′ 24″ N, 0° 50′ 04″ E / 42.190067°N,0.834406°E   | IPA-43102     | Església de Sant Llorenç (Tremp) · Vegeu més fotos d'aquest monument · Carregueu una nova foto d'aquest monument                                |
| Església de Sant Pere de Claramunt                                         | BCIL 2012    | Romànic XII                      | Tremp Claramunt                                                                 | 42° 10′ 43″ N, 0° 46′ 58″ E / 42.178678°N,0.7827°E     | IPA-43103     | Carregueu una nova foto d'aquest monument |
| Església de Sant Salvador de Mas Fumàs                                     | BCIL 2012    | Romànic XII                      | Tremp Claramunt                                                                 | 42° 10′ 30″ N, 0° 45′ 07″ E / 42.17495°N,0.751977°E    | IPA-43104     | Carregueu una nova foto d'aquest monument |
| Habitatge al carrer Únic de Claramunt, 13                                  | BCIL 2012    | XIX                              | Tremp C. Únic, 13, Claramunt                                                    | 42° 10′ 45″ N, 0° 46′ 57″ E / 42.179051°N,0.782612°E   | IPA-43105     | Carregueu una nova foto d'aquest monument |
| La Casota                                                                  | BCIL 2012    | XVIII-XIX                        | Tremp Claramunt                                                                 | 42° 10′ N, 0° 47′ E / 42.16°N,0.79°E                   | IPA-43106     | Carregueu una nova foto d'aquest monument |
| Mas Fumàs                                                                  | BCIL 2012    | XVIII                            | Tremp Claramunt                                                                 | 42° 10′ 32″ N, 0° 45′ 07″ E / 42.175556°N,0.751861°E   | IPA-43107     | Carregueu una nova foto d'aquest monument |
| Mas dels Prats                                                             | BCIL 2012    | XIX                              | Tremp Claramunt                                                                 | 42° 11′ 09″ N, 0° 45′ 58″ E / 42.185972°N,0.766083°E   | IPA-43108     | Carregueu una nova foto d'aquest monument |
| Església de la Mare de Déu del Roser                                       | BCIL 2012    | Romànic XI                       | Tremp Castissent                                                                | 42° 08′ 10″ N, 0° 44′ 06″ E / 42.136186°N,0.734939°E   | IPA-43109     | Carregueu una nova foto d'aquest monument |
| Ermita de Sant Roc de Prullans                                             | BCIL 2012    | Romànic XII                      | Tremp Prullans                                                                  | 42° 08′ 57″ N, 0° 42′ 22″ E / 42.149125°N,0.706°E      | IPA-43110     | Carregueu una nova foto d'aquest monument |
| Mas d'Ensenyat                                                             | BCIL 2012    | XVIII-XIX                        | Tremp Castissent                                                                | 42° 09′ 43″ N, 0° 43′ 59″ E / 42.161861°N,0.733139°E   | IPA-43111     | Carregueu una nova foto d'aquest monument |
| Mas del Músic                                                              | BCIL 2012    | XVIII-XIX                        | Tremp Castissent                                                                | 42° 08′ 17″ N, 0° 44′ 56″ E / 42.138056°N,0.74875°E    | IPA-43112     | Carregueu una nova foto d'aquest monument |
| Mas del Faro                                                               | BCIL 2012    | XVIII-XIX                        | Tremp Castissent                                                                | 42° 08′ 59″ N, 0° 44′ 17″ E / 42.14975°N,0.737917°E    | IPA-43113     | Mas del Faro (Tremp) · Vegeu més fotos d'aquest monument · Carregueu una nova foto d'aquest monument                                            |
| Mas la Caseta                                                              | BCIL 2012    |                                  | Tremp Castissent                                                                | 42° 08′ 12″ N, 0° 44′ 14″ E / 42.136778°N,0.737333°E   | IPA-43114     | Carregueu una nova foto d'aquest monument |
| Casa Toríbio                                                               | BCIL 2012    | XVIII-XX                         | Tremp Castissent                                                                | 42° 10′ 08″ N, 0° 44′ 50″ E / 42.168833°N,0.747111°E   | IPA-43115     | Carregueu una nova foto d'aquest monument |
| Casa Salze                                                                 | BCIL 2012    |                                  | Tremp Castissent                                                                | 42° 07′ 46″ N, 0° 44′ 34″ E / 42.1295°N,0.742722°E     | IPA-43116     | Carregueu una nova foto d'aquest monument |
| Mas de Carlets                                                             | BCIL 2012    | XVIII-XIX                        | Tremp Castissent                                                                | 42° 07′ 03″ N, 0° 43′ 14″ E / 42.117556°N,0.720444°E   | IPA-43117     | Carregueu una nova foto d'aquest monument |
| Casa Batlle                                                                | BCIL 2012    | XVI-XX                           | Tremp Castissent                                                                | 42° 07′ 11″ N, 0° 42′ 53″ E / 42.119694°N,0.714667°E   | IPA-43118     | Carregueu una nova foto d'aquest monument |
| Casa Cortit                                                                | BCIL 2012    | XVIII-XIX                        | Tremp Castissent                                                                | 42° 07′ 23″ N, 0° 42′ 59″ E / 42.123056°N,0.7165°E     | IPA-43119     | Casa Cortit (Tremp) · Vegeu més fotos d'aquest monument · Carregueu una nova foto d'aquest monument                                             |
| Escola de Castissent                                                       | BCIL 2012    | XX                               | Tremp Castissent                                                                | 42° 07′ 41″ N, 0° 43′ 24″ E / 42.12795°N,0.72333°E     | IPA-43120     | Carregueu una nova foto d'aquest monument |
| Casa Mostatxo                                                              | BCIL 2012    | XVI-XX                           | Tremp Castissent                                                                | 42° 07′ 35″ N, 0° 43′ 44″ E / 42.126417°N,0.72875°E    | IPA-43121     | Carregueu una nova foto d'aquest monument |
| Mas de l'Avellana                                                          | BCIL 2012    | XVIII-XIX                        | Tremp Castissent                                                                | 42° 08′ 17″ N, 0° 43′ 23″ E / 42.137972°N,0.722917°E   | IPA-43122     | Carregueu una nova foto d'aquest monument |
| Mas de la Roureda                                                          | BCIL 2012    | XVIII                            | Tremp Castissent                                                                | 42° 09′ 32″ N, 0° 43′ 47″ E / 42.158917°N,0.729667°E   | IPA-43123     | Carregueu una nova foto d'aquest monument |
| Mas de Ciutat                                                              | BCIL 2012    | XVII-XX                          | Tremp Castissent                                                                | 42° 08′ 32″ N, 0° 43′ 05″ E / 42.142333°N,0.717917°E   | IPA-43124     | Carregueu una nova foto d'aquest monument |
| Església parroquial de Sant Pere de Tercui                                 | BCIL 2012    | Romànic XI-XII                   | Tremp Tercui                                                                    | 42° 10′ 45″ N, 0° 43′ 19″ E / 42.179289°N,0.722019°E   | IPA-43125     | Carregueu una nova foto d'aquest monument |
| Església de Santa Maria de Tercui                                          | BCIL 2012    | Romànic XI-XII                   | Tremp Tercui                                                                    | 42° 10′ 45″ N, 0° 43′ 19″ E / 42.179289°N,0.722019°E   | IPA-43373     | Carregueu una nova foto d'aquest monument |
| Casa 2 de Tercui                                                           | BCIL 2012    | XIV, XVI-XVII                    | Tremp Tercui                                                                    |                                                        | IPA-43374     | Carregueu una nova foto d'aquest monument |
| Casa 4 de Tercui                                                           | BCIL 2012    | Medieval                         | Tremp C. Únic, Tercui                                                           |                                                        | IPA-43375     | Carregueu una nova foto d'aquest monument |
| Casa Gaspar                                                                | BCIL 2012    | XVIII-XIX                        | Tremp Tercui                                                                    | 42° 10′ 46″ N, 0° 43′ 05″ E / 42.17941°N,0.71792°E     | IPA-43376     | Carregueu una nova foto d'aquest monument |
| Església de la Mare de Déu del Solà                                        | BCIL 2012    | Romànic XII                      | Tremp Espills                                                                   | 42° 12′ 25″ N, 0° 45′ 29″ E / 42.207042°N,0.758178°E   | IPA-43377     | Carregueu una nova foto d'aquest monument |
| Església parroquial de Sant Pere d'Espills                                 | BCIL 2012    | Barroc XII, XVIII                | Tremp Espills                                                                   | 42° 12′ 32″ N, 0° 45′ 21″ E / 42.208836°N,0.755864°E   | IPA-43378     | Carregueu una nova foto d'aquest monument |
| Sant Cosme d'Espills                                                       | BCIL 2012    | Romànic XI                       | Tremp Espills                                                                   | 42° 14′ 32″ N, 0° 47′ 01″ E / 42.242272°N,0.783603°E   | IPA-43379     | Carregueu una nova foto d'aquest monument |
| Mas d'Arturo o mas del Turó                                                | BCIL 2012    | XIX-XX                           | Tremp Espills                                                                   | 42° 12′ 17″ N, 0° 42′ 50″ E / 42.204714°N,0.713909°E   | IPA-43380     | Carregueu una nova foto d'aquest monument |
| Església parroquial de Sant Joan                                           | BCIL 2012    | Barroc XI-XII, XVII              | Tremp Escarlà                                                                   | 42° 13′ 10″ N, 0° 43′ 36″ E / 42.219522°N,0.726733°E   | IPA-43381     | Carregueu una nova foto d'aquest monument |
| Mas de Cocurrell                                                           | BCIL 2012    | XVIII-XIX, XX                    | Tremp Escarlà                                                                   | 42° 14′ 04″ N, 0° 44′ 32″ E / 42.234333°N,0.742278°E   | IPA-43382     | Carregueu una nova foto d'aquest monument |
| Mare de Déu de la Mir                                                      | BCIL 2012    | XVIII-XIX, XX                    | Tremp                                                                           | 42° 13′ 04″ N, 0° 44′ 30″ E / 42.217778°N,0.741778°E   | IPA-43383     | Mare de Déu de la Mir (Tremp) · Vegeu més fotos d'aquest monument · Carregueu una nova foto d'aquest monument                                   |
| Església de Sant Pere del Pont d'Orrit                                     | BCIL 2012    | XX                               | Tremp El Pont d'Orrit                                                           | 42° 15′ 19″ N, 0° 44′ 10″ E / 42.255336°N,0.736248°E   | IPA-43388     | Carregueu una nova foto d'aquest monument |
| Molí al Pont d'Orrit                                                       | BCIL 2012    | XVIII-XIX                        | Tremp El Pont d'Orrit                                                           | 42° 15′ 22″ N, 0° 44′ 12″ E / 42.256186°N,0.736789°E   | IPA-43389     | Carregueu una nova foto d'aquest monument |
| Habitatge 1 al carrer Únic del Pont d'Orrit                                | BCIL 2012    |                                  | Tremp El Pont d'Orrit                                                           |                                                        | IPA-43390     | Carregueu una nova foto d'aquest monument |
| Habitatge 2 al carrer Únic del Pont d'Orrit                                | BCIL 2012    | XIX                              | Tremp El Pont d'Orrit                                                           |                                                        | IPA-43391     | Carregueu una nova foto d'aquest monument |
| Mas de Jaumet                                                              | BCIL 2012    |                                  | Tremp El Pont d'Orrit                                                           | 42° 15′ 57″ N, 0° 44′ 27″ E / 42.265861°N,0.740806°E   | IPA-43392     | Carregueu una nova foto d'aquest monument |
| Església de Santa Maria de Sapeira                                         | BCIL 2012    | Romànic XI-XIII                  | Tremp Sapeira                                                                   | 42° 15′ 14″ N, 0° 47′ 23″ E / 42.253997°N,0.789792°E   | IPA-43403     | Carregueu una nova foto d'aquest monument |
| Casa Jumperna                                                              | BCIL 2012    |                                  | Tremp Sapeira                                                                   | 42° 15′ 15″ N, 0° 47′ 25″ E / 42.25406°N,0.79014°E     | IPA-43404     | Carregueu una nova foto d'aquest monument |
| Casa Majó                                                                  | BCIL 2012    |                                  | Tremp Sapeira                                                                   | 42° 15′ 15″ N, 0° 47′ 25″ E / 42.25408°N,0.79029°E     | IPA-43405     | Carregueu una nova foto d'aquest monument |
| Molí de Barreda                                                            | BCIL 2012    | XIX-XX                           | Tremp Sapeira                                                                   | 42° 16′ 08″ N, 0° 46′ 23″ E / 42.268796°N,0.773192°E   | IPA-43408     | Carregueu una nova foto d'aquest monument |
| Mas de Barreda                                                             | BCIL 2012    | XVIII-XIX                        | Tremp Sapeira                                                                   | 42° 15′ 46″ N, 0° 46′ 09″ E / 42.262694°N,0.769222°E   | IPA-43409     | Mas de Barreda (Tremp) · Vegeu més fotos d'aquest monument · Carregueu una nova foto d'aquest monument                                          |
| Torre del Senyor                                                           | BCIL 2012    | XVIII                            | Tremp Sapeira                                                                   | 42° 15′ 43″ N, 0° 47′ 41″ E / 42.262056°N,0.794667°E   | IPA-43413     | Carregueu una nova foto d'aquest monument |
| Casa Alberto                                                               | BCIL 2012    | XVIII                            | Tremp Els Masos de Tamúrcia                                                     |                                                        | IPA-43414     | Carregueu una nova foto d'aquest monument |
| Església de Sant Pere Màrtir dels Masos de Tamúrcia                        | BCIL 2012    | Medieval                         | Tremp Els Masos de Tamúrcia                                                     | 42° 16′ 53″ N, 0° 45′ 32″ E / 42.281333°N,0.758889°E   | IPA-43415     | Carregueu una nova foto d'aquest monument |
| Església de Sant Josep de la Torre de Tamúrcia                             | BCIL 2012    | Romànic XII                      | Tremp La Torre de Tamúrcia                                                      | 42° 17′ 32″ N, 0° 47′ 50″ E / 42.292222°N,0.797189°E   | IPA-43416     | Carregueu una nova foto d'aquest monument |
| El Casolà                                                                  | BCIL 2012    | XVIII-XIX                        | Tremp La Torre de Tamúrcia                                                      | 42° 17′ 34″ N, 0° 47′ 32″ E / 42.292694°N,0.792333°E   | IPA-43417     | Carregueu una nova foto d'aquest monument |
| La Badia                                                                   | BCIL 2012    | XVI-XVII                         | Tremp La Torre de Tamúrcia                                                      | 42° 17′ 32″ N, 0° 47′ 49″ E / 42.292252°N,0.797010°E   | IPA-43419     | Carregueu una nova foto d'aquest monument |
| Casal dels Voltors                                                         | BCIL 2012    | XIX-XX                           | Tremp La Torre de Tamúrcia                                                      | 42° 17′ 33″ N, 0° 47′ 47″ E / 42.292586°N,0.796359°E   | IPA-43421     | Carregueu una nova foto d'aquest monument |
| Església de Sant Climent de Torogó                                         | BCIL 2012    | XIX-XX                           | Tremp Torogó                                                                    | 42° 17′ 17″ N, 0° 48′ 46″ E / 42.288103°N,0.812833°E   | IPA-43422     | Carregueu una nova foto d'aquest monument |
| Santa Maria d'Espluga de Serra                                             | BCIL 2012    | Barroc XVIII-XIX                 | Tremp Espluga de Serra                                                          | 42° 17′ 06″ N, 0° 50′ 34″ E / 42.285079°N,0.842803°E   | IPA-43423     | Carregueu una nova foto d'aquest monument |
| Església de la Mare de Déu de l'Esperança del Castellet                    | BCIL 2012    | Romànic, barroc XII-XIII         | Tremp El Castellet                                                              | 42° 16′ 26″ N, 0° 49′ 36″ E / 42.273797°N,0.826564°E   | IPA-43424     | Carregueu una nova foto d'aquest monument |
| Església de Sant Esteve d'Esplugafreda                                     | BCIL 2012    | Romànic, barroc XI, XVIII        | Tremp Esplugafreda                                                              | 42° 14′ 31″ N, 0° 46′ 57″ E / 42.242014°N,0.782606°E   | IPA-43425     | Església de Sant Esteve d'Esplugafreda (Tremp) · Vegeu més fotos d'aquest monument · Carregueu una nova foto d'aquest monument                  |
| Església de Sant Martí Aulàs                                               | BCIL 2012    | Barroc XVIII-XIX                 | Tremp Aulàs                                                                     | 42° 16′ 27″ N, 0° 48′ 07″ E / 42.274204°N,0.802032°E   | IPA-43426     | Carregueu una nova foto d'aquest monument |
| Habitatge 1 al carrer Únic d'Aulàs                                         | BCIL 2012    | XVIII-XIX                        | Tremp C. Únic, Aulàs                                                            |                                                        | IPA-43427     | Carregueu una nova foto d'aquest monument |
| Habitatge 2 al carrer Únic d'Aulàs                                         | BCIL 2012    | XVIII-XIX                        | Tremp C. Únic, Aulàs                                                            |                                                        | IPA-43428     | Carregueu una nova foto d'aquest monument |
| Ermita de Sant Gervàs                                                      | BCIL 2012    | XVII-XIX                         | Tremp Torre Tamúrcia                                                            | 42° 18′ 37″ N, 0° 48′ 57″ E / 42.310408°N,0.815896°E   | IPA-43429     | Carregueu una nova foto d'aquest monument |
| Forn de guix les Gesseres                                                  |              | Obra popular XIX-XX              | Tremp Ctra. de Tremp a Tendrui                                                  |                                                        | IPA-43835     | Carregueu una nova foto d'aquest monument |
| Molí d'oli d'Eroles - Casa Lladós                                          |              | Obra popular XIX-XX              | Tremp Eroles                                                                    |                                                        | IPA-43839     | Carregueu una nova foto d'aquest monument |
| Molí d'oli Fígols de Tremp                                                 |              | Obra popular XIX-XX              | Tremp Fígols de Tremp                                                           |                                                        | IPA-43840     | Carregueu una nova foto d'aquest monument |
| Pou de gel de Ricós                                                        |              | Obra popular XIX-XX              | Tremp Barranc de Ricós, Tendrui                                                 |                                                        | IPA-43843     | Carregueu una nova foto d'aquest monument |
| Molí d'oli d'Eroles                                                        |              | Obra popular XIX-XX              | Tremp Eroles                                                                    | 42° 10′ 21″ N, 0° 49′ 01″ E / 42.17248°N,0.81683°E     | IPA-43847     | Carregueu una nova foto d'aquest monument |
| Corral de la Terreta                                                       |              | Obra popular                     | Tremp Barranc del Codó                                                          |                                                        | IPA-49093     | Carregueu una nova foto d'aquest monument |